# 蒂永维尔区
蒂永维尔区（法語：Arrondissement de Thionville）是法国大東部大區摩泽尔省的一个区，在2015年的区改革中由前蒂永维尔东区和蒂永维尔西区合并而成。该区辖有104个市镇。